# ایتونیکس

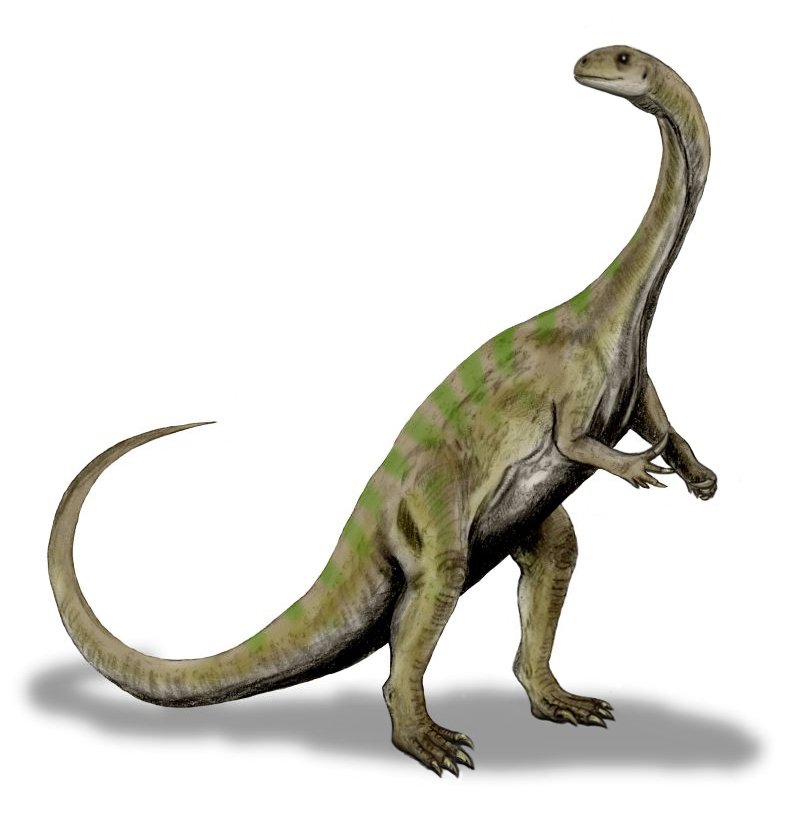
دایناسور سوسمارپا معروف به پنجه عقابی

ایتونیکس (نام علمی: Aetonyx) (به معنی پنجه عقابی)، یک دایناسور سوسمارپا گیاه‌خوار مربوط به دوره ژوراسیک پیشین می‌باشد. این جانور ۱۹۸ میلیون سال پیش می‌زیسته‌است.  سنگوارهٔ آله‌پنجه در آفریقای جنوبی کشف شده‌است و در سال ۱۹۱۱ به وسیله روبرت بروم نام‌گذاری شد. گونه خاص این جنس ایتونیکس پلوستریس نام دارد.

## منبع
1. ↑  «ایتونیکس». وب‌گاه ngdir. بایگانی‌شده از اصلی در ۷ ژوئیه ۲۰۱۰. دریافت‌شده در ۲ تیر ۱۳۸۹.